# Chlorochroa sayi
Chlorochroa (Chlorochroa) sayi ist eine Wanzenart aus der Familie der Baumwanzen (Pentatomidae). Im Englischen wird sie auch als Say’s Stink Bug bezeichnet (zu Ehren des Entomologen Thomas Say).

## Merkmale
Die etwa 12 Millimeter langen Wanzen sind meist grün gefärbt. Die Wanzen besitzen eine länglich ovale Gestalt. Sie sind an ihren Rändern gelb oder orange gesäumt. An den Ecken und in der Mitte der Basis des Schildchens (Scutellum) befinden sich helle Flecke. Ferner ist das apikale Ende des Schildchens gelb oder orange gefärbt. Die Art hat mit Chlorochroa uhleri gemein, dass die Exocoria schmaler ausfallen als bei den anderen Chlorochroa-Arten.

## Verbreitung
Die Art kommt in der Nearktis vor. Das Verbreitungsgebiet reicht von der Westküste bis nach Montana und Texas.

## Lebensweise
Chlorochroa sayi ist eine polyphage Wanzenart. Sie gilt in den USA als ein Schädling von geringerer Bedeutung. Die Wanzen findet man häufig an krautigen Pflanzen wie Salsola iberica, Ungarischer Rauke (Sisymbrium altissimum), Melden (Atriplex), Meerträubel (Ephedra), Grayia spinosa und Artemisia-Arten. Sie können aber auch gelegentlich Fraßschäden an Kulturpflanzen wie Weizen, Mais oder Luzerne verursachen.